# 1. division 1967
La 1. Division 1967 è stata la 54ª edizione della massima serie del campionato danese di calcio conclusa con la vittoria del AB, al suo nono titolo.
Capocannoniere del torneo fu Leif Nielsen del BK Frem con 15 reti.

## Classifica finale
|    | Classifica     | G  | V  | N | P  | GF | GS | DR  | Pti |
| -- | -------------- | -- | -- | - | -- | -- | -- | --- | --- |
| 1  | AB             | 22 | 14 | 3 | 5  | 42 | 28 | +14 | 31  |
| 2  | BK Frem        | 22 | 12 | 5 | 5  | 43 | 24 | +19 | 29  |
| 3  | Horsens fS (*) | 22 | 11 | 6 | 5  | 36 | 44 | -8  | 28  |
| 4  | Hvidovre IF    | 22 | 9  | 9 | 4  | 32 | 18 | +14 | 27  |
| 5  | Aalborg        | 22 | 7  | 9 | 6  | 38 | 36 | +2  | 23  |
| 6  | Esbjerg fB     | 22 | 9  | 4 | 9  | 32 | 36 | -4  | 22  |
| 7  | KB             | 22 | 7  | 7 | 8  | 34 | 30 | +4  | 21  |
| 8  | Vejle          | 22 | 9  | 3 | 10 | 44 | 40 | +4  | 21  |
| 9  | Odense (*)     | 22 | 4  | 9 | 9  | 23 | 41 | -18 | 17  |
| 10 | AGF            | 22 | 6  | 4 | 12 | 36 | 44 | -8  | 16  |
| 11 | B 1903         | 22 | 5  | 5 | 12 | 35 | 41 | -6  | 15  |
| 12 | Køge BK        | 22 | 4  | 6 | 12 | 30 | 43 | -13 | 14  |

(*) Squadre neopromosse

## Verdetti
- AB Campione di Danimarca 1967.
- AB ammesso alla Coppa dei Campioni 1968-1969.
- B 1903 e Køge BK retrocesse.